# Piazza Bra
La piazza Bra, nommée plus simplement par les Véronais la Bra (du véronais Braida, terme lui-même issu du lombard breit, «large») est la principale place de la ville italienne de Vérone, dans la province de Vérone, en Vénétie. Elle est située dans le centre-ville historique et se trouve au pied des arènes de Vérone, où se trouvait autrefois le Forum Boarium ou marché aux bœufs. Elle possède aussi de nombreux cafés et bâtiments municipaux.
La Bra a commencé à se transformer en place dans la première moitié du XVIe siècle, lorsque l'architecte Michele Sanmicheli a achevé de construire le Palazzo degli Honorij. Ce bâtiment délimitait le côté ouest de la future place et permettait la création d'une belle perspective sur les arènes. En 1770, le podestat Alvise Mocenigo inaugure le Liston, une chaussée pavée située le long de la Bra, du Corso Porta Nuova à la Via Mazzini, afin de faire de la place un lieu de rencontre pour la bourgeoisie véronaise naissante.
L'inauguration de la Gran Guardia, un bâtiment commencé par les Vénitiens au XVIIe siècle et achevé par les Autrichiens au XIXe siècle, délimite le côté sud de la place. En 1836, l'architecte Giuseppe Barbieri remodèle le côté est en démolissant un hôpital, quelques maisons et une petite église, et y fait construire la Gran Guardia Nuova, mieux connue sous le nom de Palazzo Barbieri. Ce palais, initialement utilisé comme caserne par les Autrichiens, est ensuite devenu l'hôtel de ville de Vérone à la suite du rattachement de la Vénétie au Royaume d'Italie.

## Histoire

### Origines

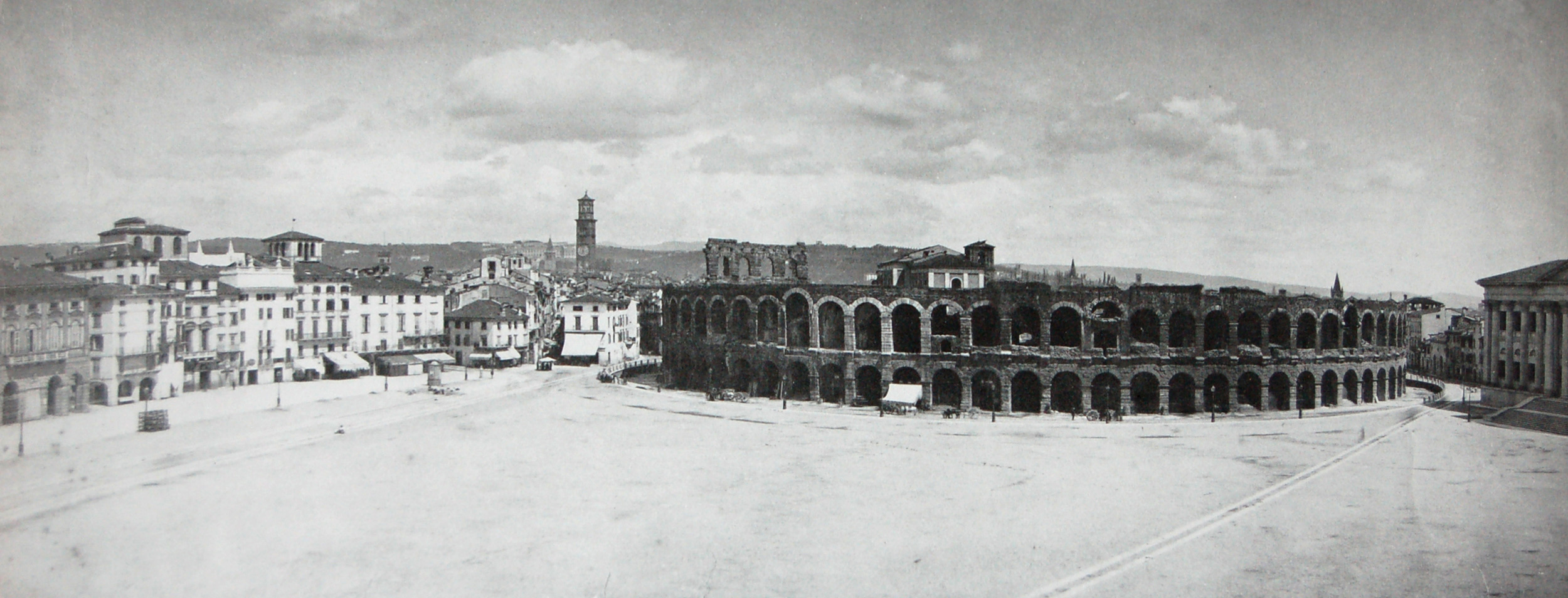
Panorama de la Bra sur une photo prise à la fin du XIXe siècle par Moritz Lotze

À l'époque romaine, cette zone était située à l'extérieur des murailles de la ville et était assez éloignée des principales voies de communication. Ce n'est qu'à partir du Ier siècle après J.-C. qu'elle est redéfinie par l'édification de l'amphithéâtre romain, aujourd'hui mieux connu sous le nom d'arènes de Vérone. En 305, lors d'un court séjour dans la ville, l'empereur Galère inaugure une nouvelle porte le long des murs entourant l'amphithéâtre et construits en 265 par l'empereur Gallien. Il s'agit de la première liaison entre la ville et cet emplacement.
La place n'a toutefois commencé à prendre forme qu'au Moyen Âge. Ce terrain, situé par-delà la muraille romaine, est inclus dans la ville proprement dite par la création de la muraille communale, bâtie entre 1130 et 1153. Ces espaces enclavés étaient appelés braide, un terme issu du mot lombard breit qui veut dire «large». Au XIIe siècle, la braida qui correspondrait à la Bra d'aujourd'hui était beaucoup plus grande que la place actuelle.
Une porte dite «della Braida», située le long des murs municipaux, est mentionnée pour la première fois dans un document de 1257. Elle sera par la suite remplacée par les Portoni della Bra, probablement construites par les Visconti et remaniées par les Vénitiens. Le premier arc des Portoni date en effet de la fin du XIVe siècle tandis que le second est édifié dans la seconde moitié du XVe siècle. L'horloge située entre les deux arcs des Portoni della Bra ne date pas du Moyen Âge mais est un hommage commandé en 1871 par le comte Antonio Nogarola et inauguré le 2 juin 1872. Ses cadrans, réparés en 1879 en raison d'une imprécision, sont visibles des deux côtés de l'ancienne muraille communale, que ce soit en direction de la place ou du Corso Porta Nuova.

### Développement

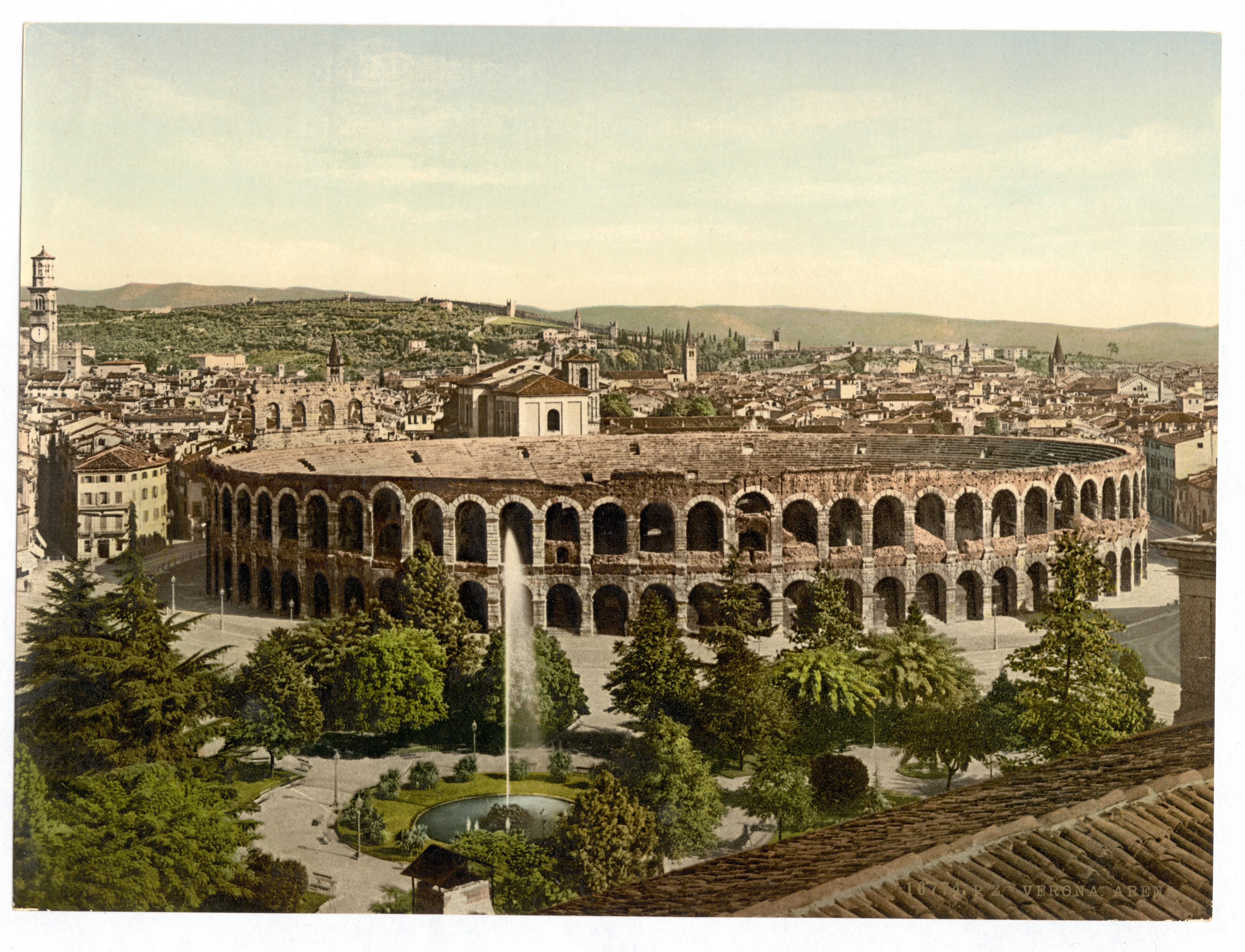
La Bra après l'aménagement de la partie centrale en jardins

La Bra a commencé à être définie comme une place dans la première décennie du XVIIe siècle, avec la construction de la Gran Guardia et du siège de l'Académie Philharmonique de Vérone sur son côté sud. Parallèlement à ces travaux, la place a été nivelée autant que possible et des pentes ont été ajoutées afin de réguler l'écoulement de l'eau de pluie. Une opération jamais pratiquée jusqu'alors car l'espace était auparavant utilisé par les tailleurs de pierre qui, en plus d'y travailler, y entreposaient les matériaux utilisés pour les chantiers en cours dans les zones adjacentes et y entassaient les déchets issus de leurs travaux.
Cet espace reste en terre battue jusqu'en 1770, lorsque le podestat Alvise Mocenigo inaugure le Liston. Le 13 mars 1782, Francesco Menegatti présente un projet pour achever le pavage du Liston, que la municipalité a par la suite approuvé. Après cette intervention, la Bra prend le titre de lieu préféré des promenades de l'après-midi des Véronais, autrefois donné à la Piazza dei Signori. Dans son récit Voyage en Italie, Goethe décrit avec amusement l'arrivée en carrosse d'habitants et raconte: «Je suis monté sur le bord de l’amphithéâtre au coucher du soleil, et j’ai joui d’une vue admirable sur la ville et la campagne. J’étais seul. Sur les larges pavés de la Bra se promenaient des hommes de toutes conditions, des femmes de la classe moyenne».

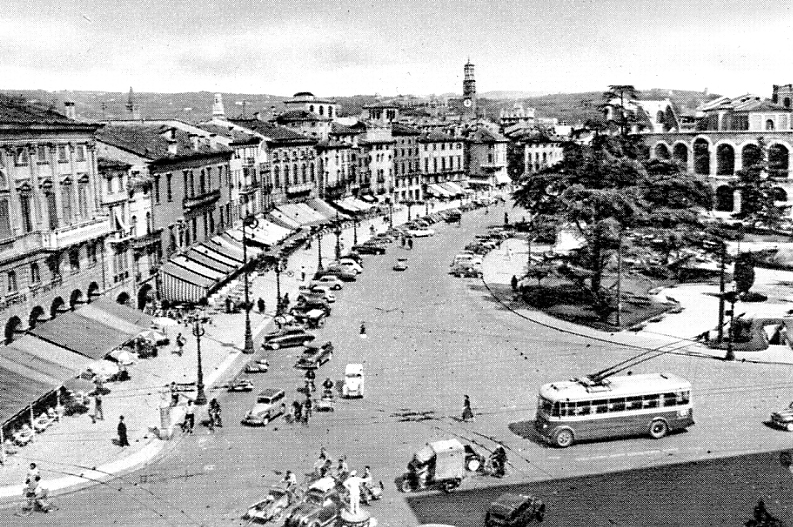
La place au milieu du XXe siècle

La place est ensuite nivelée à plusieurs reprises et a fait l'objet de nombreuses interventions. En 1808, la tâche de restaurer le Liston est confiée à l'architecte Luigi Trezza et en 1820, des fouilles sont réalisées autour de l'amphithéâtre afin de mettre au jour ses fondations, enterrées sous environ deux mètres de sédiments déposés à la suite des nombreuses inondations que la ville a subies. C'est à cette occasion qu'est décidé l'abaissement du niveau moyen de la Bra d'environ 70 centimètres, en suivant une ligne légèrement inclinée allant de la Gran Guardia aux Arènes en passant par le Liston.
En ce qui concerne l'éclairage nocturne, la Bra était totalement plongée dans l'obscurité jusqu'au XVIIIe siècle. Au XIXe siècle, des lampes à huile sont installées, puis un éclairage au gaz en 1845, de telle sorte que le Liston est devenu un lieu de promenade nocturne. L'aménagement de la partie centrale de la Bra, réalisé en 1873, a également été important pour l'achèvement de la place. Des jardins y sont inaugurés sous la forme de trois espaces circulaires formant une sorte de triangle avec une fontaine au centre. Entre 1884 et 1951, des quais sont installés sur la place pour permettre de la connecter au réseau de tramway de la ville.

### Événements importants

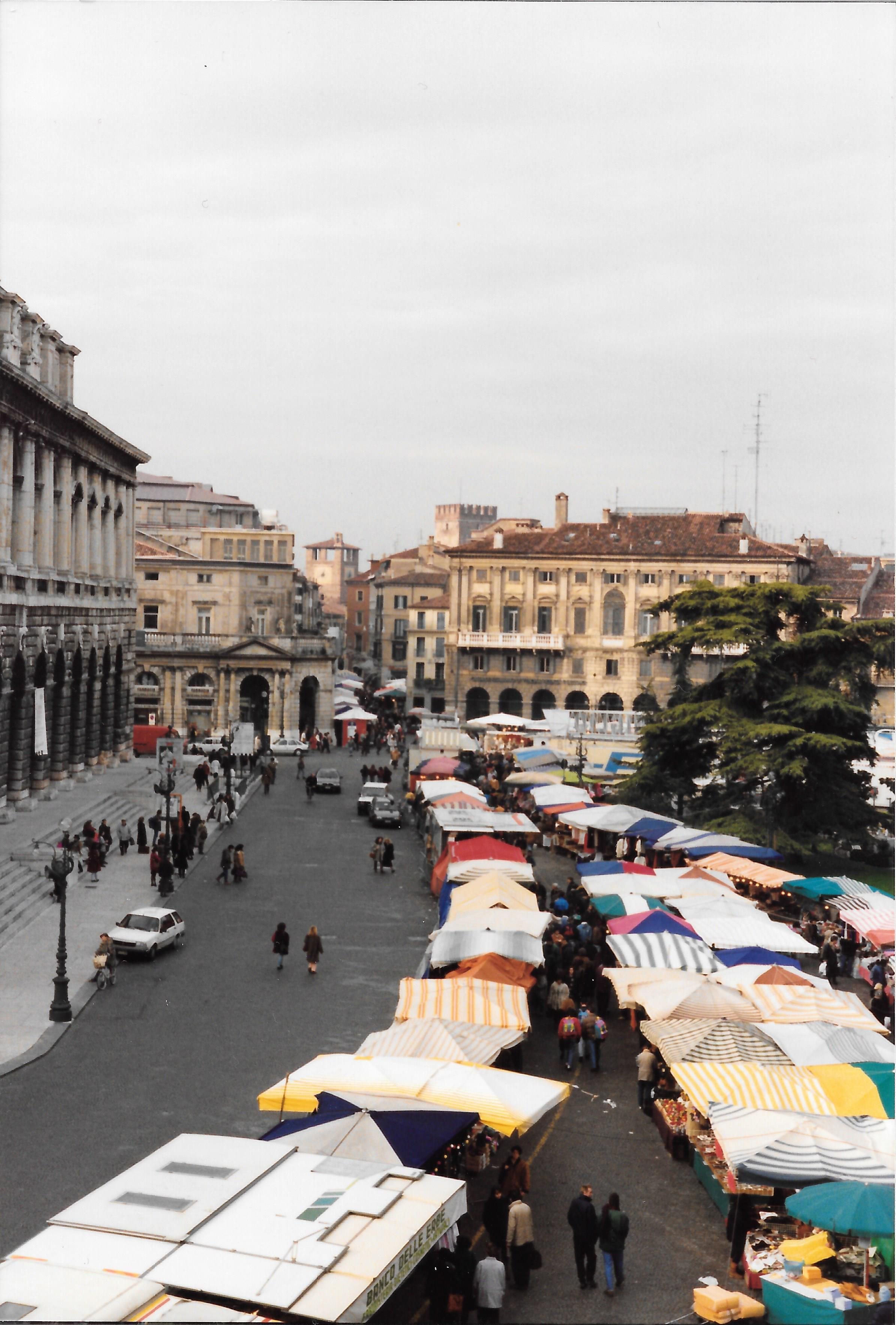
La Bra pendant la foire de Santa Lucia

Après l'inclusion de cet espace dans le périmètre des murailles communales du XIIe siècle, un marché s'y tient pour y vendre du bois, du foin, de la paille et du bétail. Les documents de l'époque parlent parfois d'un «Forum Boarium» mais le plus souvent, c'est sous le nom de «Piazza d'Armi» que cette place est connue, car la revue des troupes s'y déroulait depuis le début de la domination vénitienne, raison pour laquelle la Bra servira de lieu d'affrontement entre les soldats vénitiens et français lors des Pâques véronaises de 1797.
À partir de 1633, après l'approbation du Sénat vénitien pour la création d'une foire de marchandises dans la ville, deux foires annuelles de quinze jours chacune y sont organisées. Elles perdurent jusqu'à la destruction de l'une d'entre elles par un incendie le 28 octobre 1712 et déplacée ensuite en un autre endroit. Ce n'est qu'en 1822 qu'une nouvelle foire est créée. Elle se tiendra pendant environ vingt ans sur la Piazza Bra.
Une autre foire très ancienne, qui existe encore aujourd'hui, est celle de Santa Lucia, qui a lieu chaque année du 11 au 13 décembre. La tradition raconte que, probablement à l'époque communale (XIIe-XIVe siècles), la ville fut frappée par une épidémie affectant les yeux et que les Véronais décidèrent de faire un pèlerinage à l'église de Santa Lucia. Les enfants, qui ne voulaient pas y participer, ont été persuadés par la promesse qu'à leur retour, ils trouveraient leurs chaussures pleines de cadeaux. Le miracle s'est produit et depuis lors, la foire coïncide avec la fête de Sainte Lucie.
Avec la construction du Liston, la place devint le lieu de promenade préféré des Véronais, comme le décrit bien un chroniqueur étonné de la revue Esperia dans un article de 1837 :

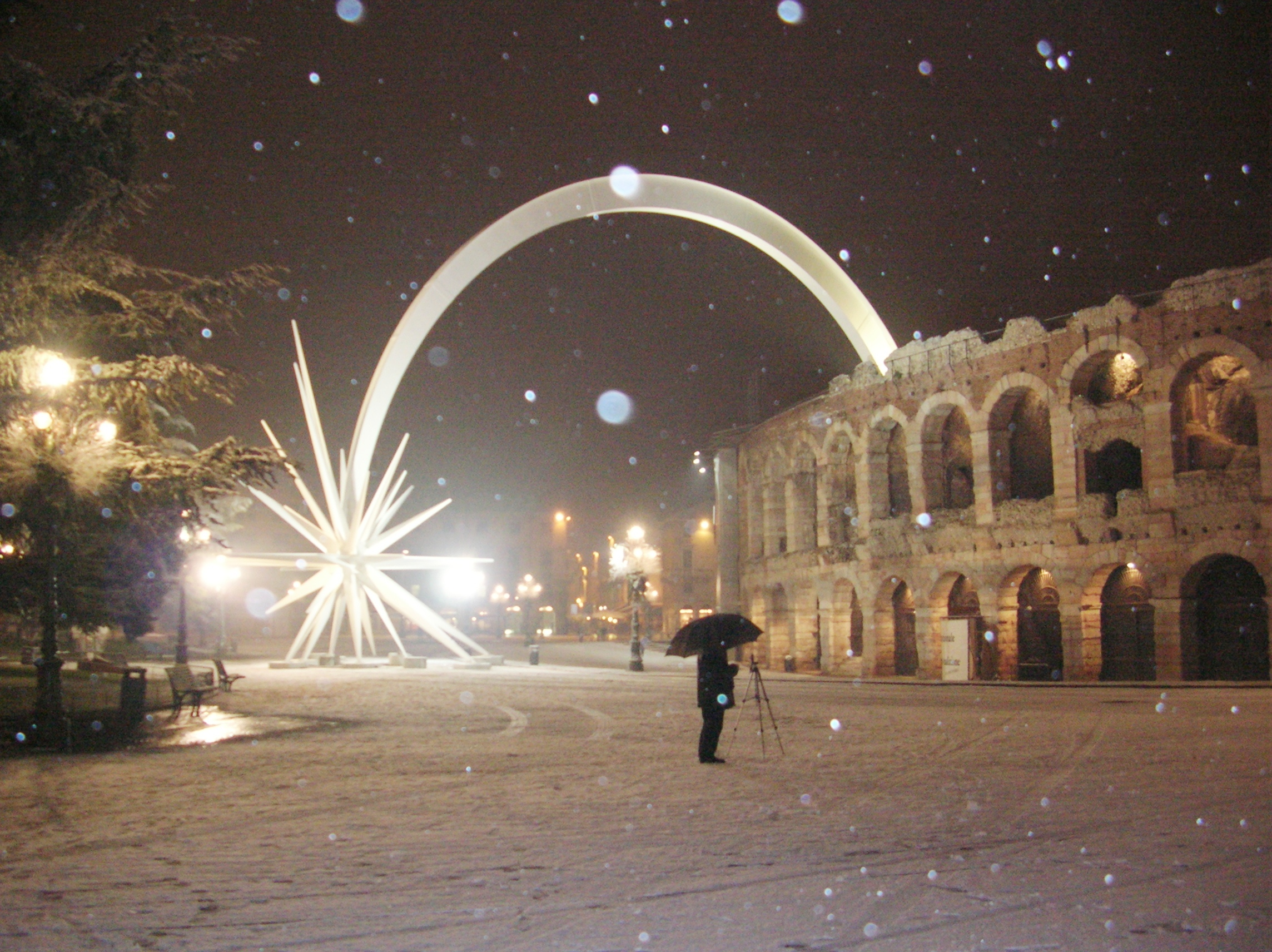
L'étoile-comète de Vérone lors d'une chute de neige nocturne en 2006

«Le Listone est la promenade publique des Véronais. Un espace libre et étendu, comme on en trouve dans peu de villes. Ici les hommes d'affaires trouvent rafraîchissement et conversation consolante, l'oisiveté est recréée, et les belles femmes s'y pressent pour recevoir les hommages des regards et les soupirs de leurs adorateurs. Les nombreux cafés offrent une hospitalité brillante et suffisante aux nombreuses réunions qui s'y tiennent. Des musiciens de rue et des improvisateurs, peu agréables certes, mais toujours bien accueillis par la vivacité des habitants, brisent la monotonie des bavardages ; et la musique militaire de la garnison augmente considérablement le plaisir. Pendant la belle saison, des milliers de personnes des deux sexes, assis sous et devant le portique, se laissent regarder. Une foule plus active erre constamment le long des allées formées par les rangées de sièges, et tantôt accorde un salut, ou s'attarde près de quelque beauté, vibre de compliments envieux et de paroles de serment et d'espoir... tandis que les belles femmes détournent leur regard avec circonspection, cherchant dans cet essaim confus, avec une impatience mal dissimulée, le salut ou l'arrêt du plus cher lors de cette joyeuse rencontre».
Pendant la période de Noël se déroule à l'intérieur des arches de l'arène l'Exposition Internationale des Crèches, un événement né en 1984 de l'imagination d'Alfredo Troisi, avec l'étoile-comète comme symbole de l'événement et qui, depuis l'arène, plonge dans la Bra. Au fil des années, l'étoile s'est dotée de significations indépendantes de l'exposition, à tel point qu'elle est appréciée pour elle-même. Cette sculpture a été conçue par l'architecte et scénographe Rinaldo Olivieri, qui a été inspiré par un plan de la place, caractérisé par deux grands espaces, celui des arènes et celui de la place située devant. De là est née l'idée d'un immense arc de lumière et d'acier reliant l'amphithéâtre à la ville, d'une liaison qui partirait de ce temple de la musique pour rejoindre les citoyens.

## Description
La Bra se caractérise de chaque côté par une série de bâtiments importants pour la ville de Vérone. Du côté nord se trouve l'amphithéâtre romain, le bâtiment le plus ancien. Côté ouest ont été érigés divers bâtiments datant du XVe au XVIIIe siècle, avec la promenade du Liston. Au sud figure la Gran Guardia, commencée par les Vénitiens et inaugurée par les Autrichiens. Enfin côté est se trouve le bâtiment le plus récent, la Gran Guardia Nuova du XIXe siècle, mieux connue sous le nom de Palazzo Barbieri, siège de la municipalité.

### Arènes

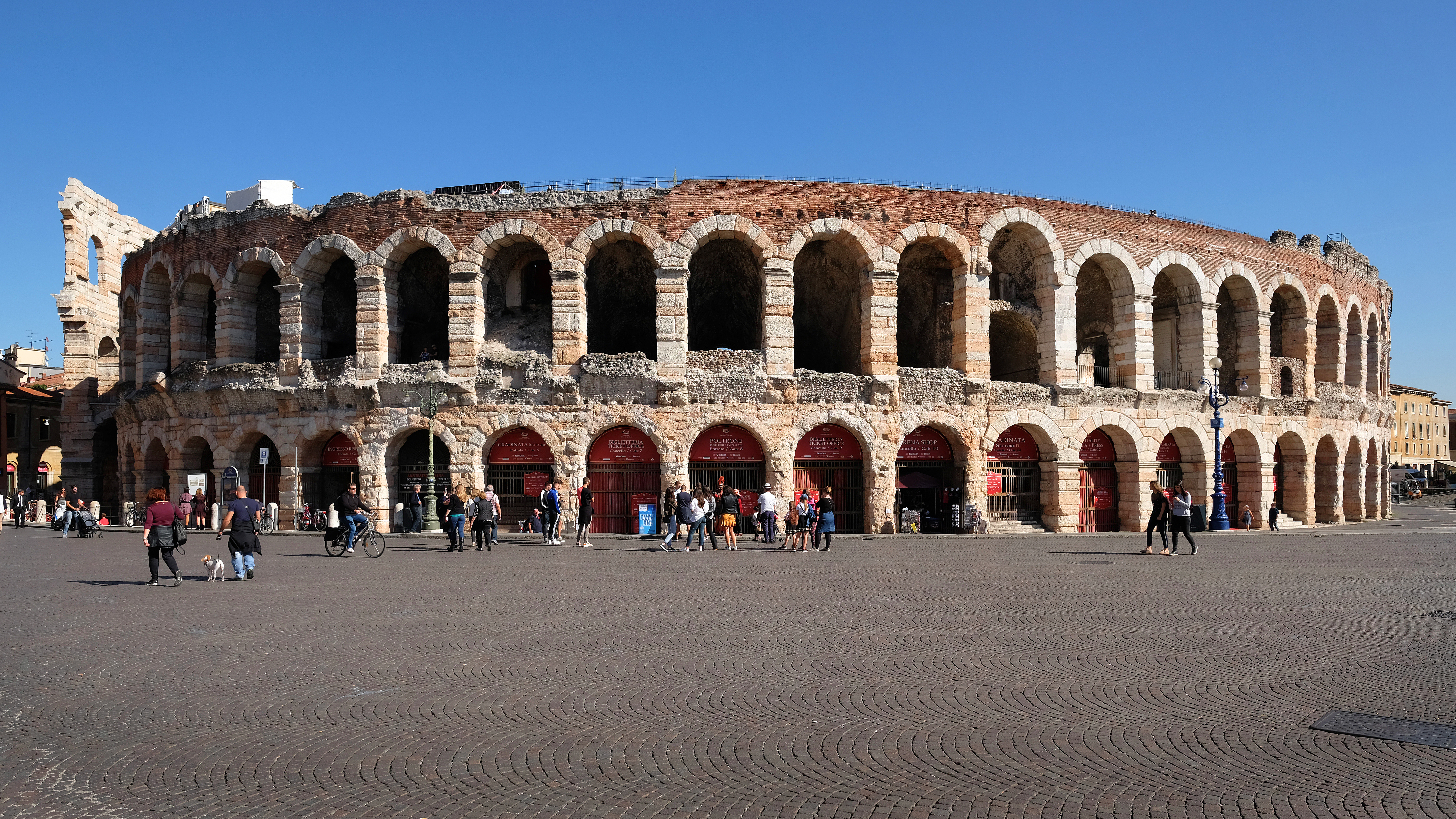
La façade des arènes depuis la Piazza Bra

Le manque de sources écrites concernant l'inauguration de l'amphithéâtre rend très difficile l'établissement d'une chronologie précise et certaine, même s'il est désormais établi qu'il a été construit au Ier siècle après JC. D'après les études menées sur les restes archéologiques, les arènes pourraient être datées entre 10 et 20 après JC, soit entre la fin du règne d'Auguste et le début de celui de Tibère. Étant donné que les statues qui l'ornaient ont été créées à la fin de la construction du bâtiment, on peut supposer que le bâtiment était déjà terminé vers 30 après JC, comme le confirme l'historien Pirro Marconi.

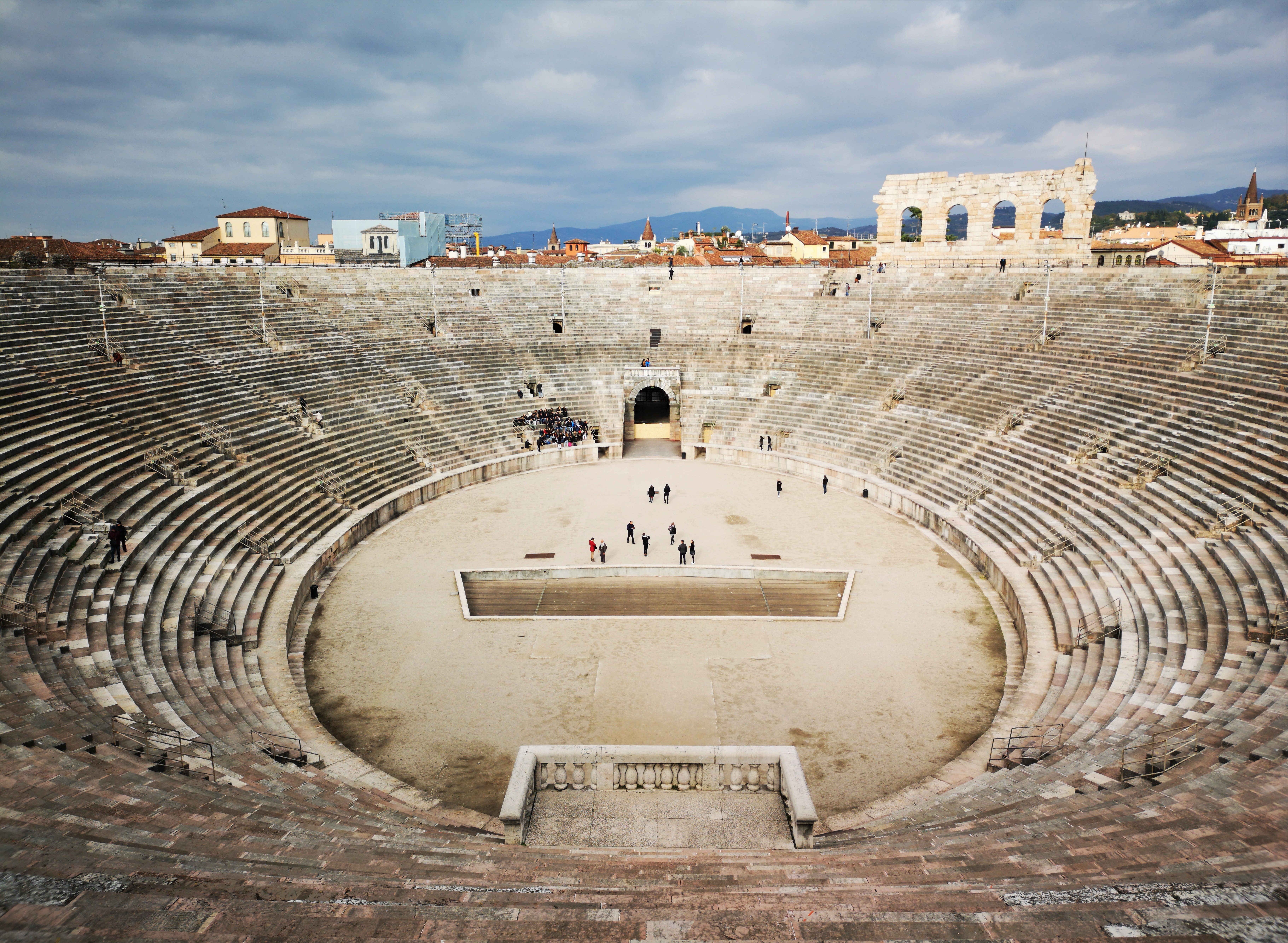
L'intérieur des arènes de Vérone

L'arène mesure 250 sur 150 pieds romains, soit 75,68 m sur 44,43 m, avec un rapport entre le grand et le petit axe de 5 à 3, tandis que le diamètre total est de 152,43 m sur 123,23 m, soit 520 sur 420 pieds romains. La cavea mesure 39,40 mètres de large, soit 125 pieds. L'aspect moderne du monument est assez différent de celui d'origine en raison de la disparition de l'anneau extérieur. La façade intérieure apparaît en effet du fait de l'absence de la troisième galerie, présente uniquement dans ce qu'on appelle «l'aile», composée de quatre arcs, seule section restante du mur extérieur. La capacité d'accueil a été récemment calculée pour les spectacles d'été à 22.000 personnes, mais il faut tenir compte du fait que lors des événements, la scène occupe environ un tiers des sièges, et qu'il n'y a plus de portique dans la partie la plus haute de la salle. On peut donc dire de manière très réaliste qu'à l'époque romaine, l'amphithéâtre pouvait accueillir jusqu'à 30.000 personnes.
Le Festival de Vérone, inauguré dans l'amphithéâtre en 1913 lors d'une représentation de l'Aida de Giuseppe Verdi pour célébrer le centenaire de la naissance de l'artiste, a pris une importance considérable. Des gens du monde entier sont venus à Vérone pour la première, ainsi que des personnalités de renom comme Giacomo Puccini, Arrigo Boito, Pietro Mascagni et Franz Kafka. Les arènes de Vérone ont ensuite été témoin de l'ascension de la star de l'opéra Maria Callas, qui a fait ses débuts avec La Gioconda d'Amilcare Ponchielli.

### Liston

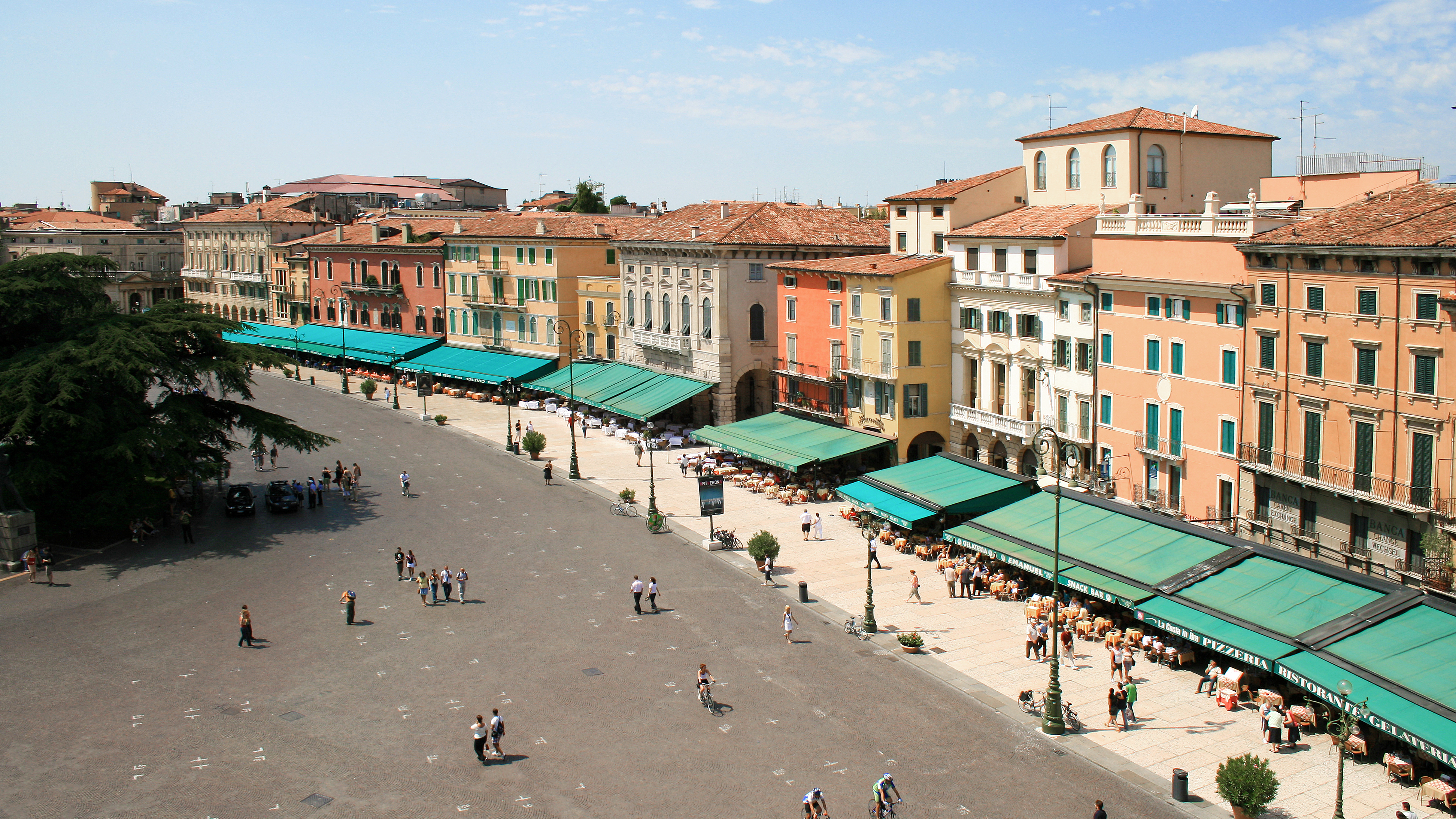
Le Liston bordant le côté ouest de la Piazza Bra

Sur le côté ouest du Bra se trouvent une série de bâtiments le long du Liston, lieu de promenade emblématique de Vérone. En partant du bâtiment le plus proche des Portoni della Bra se trouve d'abord le Palazzo Ottolini du XVIIIe siècle, construit selon les plans de Michelangelo Castellazzi, à l'angle de la Via Roma, suivi du Palazzo Guglienzi-Brognoligo, un édifice du XVe siècle de style Renaissance doté d'une fresque de Francesco Morone. Le palais a été pendant de nombreuses années le siège de la Société Littéraire, l'un des cabinets de lecture les plus anciens d'Italie, avec des associés notables, tels que Aleardo Aleardi, Cesare Lombroso, Carlo Montanari et Ippolito Pindemonte. La maison voisine, le Palazzo Fracasso-Giafilippi, date également du XVe siècle et sa façade est décorée par une fresque de Giovanni Francesco Caroto.
Au-delà du Vicoletto Listone se trouve une maison avec une courte façade donnant sur la Bra, et à côté d'elle a été érigé le Palazzo degli Honorij, construit vers le milieu du XVIe siècle sur la base d'un projet du célèbre architecte véronais Michele Sammicheli. Suivent ensuite les maisons ayant appartenu aux importantes familles Faccioli, Cagnoli, Arrighi, Marastoni et Rubiani. Le premier bâtiment dépourvu de portiques a été conçu en 1790 par l'architecte Luigi Trezza. Il se distingue par ses fenêtres ornées de grandes colonnes et de lourdes architraves, surtout si on les compare à la brièveté de la façade. La dernière maison remonte au XVIe siècle et abrite le siège actuel de la Société Littéraire.
À droite des Portoni della Bra, dans l'alignement des bâtiments du Liston mais séparé d'eux par la Via Roma, figure un grand bâtiment du XVIIe siècle qui deviendra le siège de l'Académie Philharmonique. Dans la cour devant le vestibule aux colonnes ioniques se trouvent diverses pierres tombales et bas-reliefs antiques, premières découvertes de la collection du musée lapidaire, fondé par Scipione Maffei.

### Gran Guardia

La Gran Guardia depuis les jardins de la Bra

Le premier bâtiment construit sur le côté sud de la Bra, le long des murailles datant de l'époque des Visconti, date du XVIe siècle et était utilisé comme dépôt de munitions. Le 26 décembre 1606, le recteur de Vérone Zuanne Mocenigo a écrit au doge Leonardo Donato pour lui faire remarquer qu'il était nécessaire que Vérone dispose d'une salle couverte dans laquelle les troupes pourraient être revues les jours de pluie. Le Doge a approuvé l'idée et Mocenigo en a confié la conception à Domenico Curtoni, neveu de Michele Sammicheli. Le projet de l'architecte véronais prévoyait un bâtiment sur piliers, couvert et s'appuyant sur les anciennes murailles afin de réduire les délais et les coûts de construction. Les travaux ont commencé en 1610 mais se sont arrêtés quatre ans plus tard faute de financements, et le bâtiment est donc resté partiellement inachevé.
Ce n'est qu'en 1808, à l'époque napoléonienne, que l'architecte Giuseppe Barbieri a été chargé d'achever le bâtiment. Mais il n'a pas été possible de récupérer les fonds nécessaires pour couvrir les coûts de construction et, entre-temps, l'Autriche a pris le contrôle de la ville. En 1819, les travaux reprennent et la façade a été achevée vers le milieu de l'année suivante. Il faudra encore plusieurs décennies pour terminer l'intérieur. En 1848, la Gran Guardia était presque achevée lorsqu'elle a été envahie par les soldats autrichiens qui s'y sont cantonnés pendant la première guerre d'indépendance. Le bâtiment a été finalement achevé en 1853. La façade est composée d'un portique inférieur à treize arcs qui donne un fort effet de clair-obscur, tandis que la partie supérieure est composée de quinze fenêtres aux frontispices triangulaires et courbes, entrecoupées de doubles colonnes classiques.

### Palazzo Barbieri

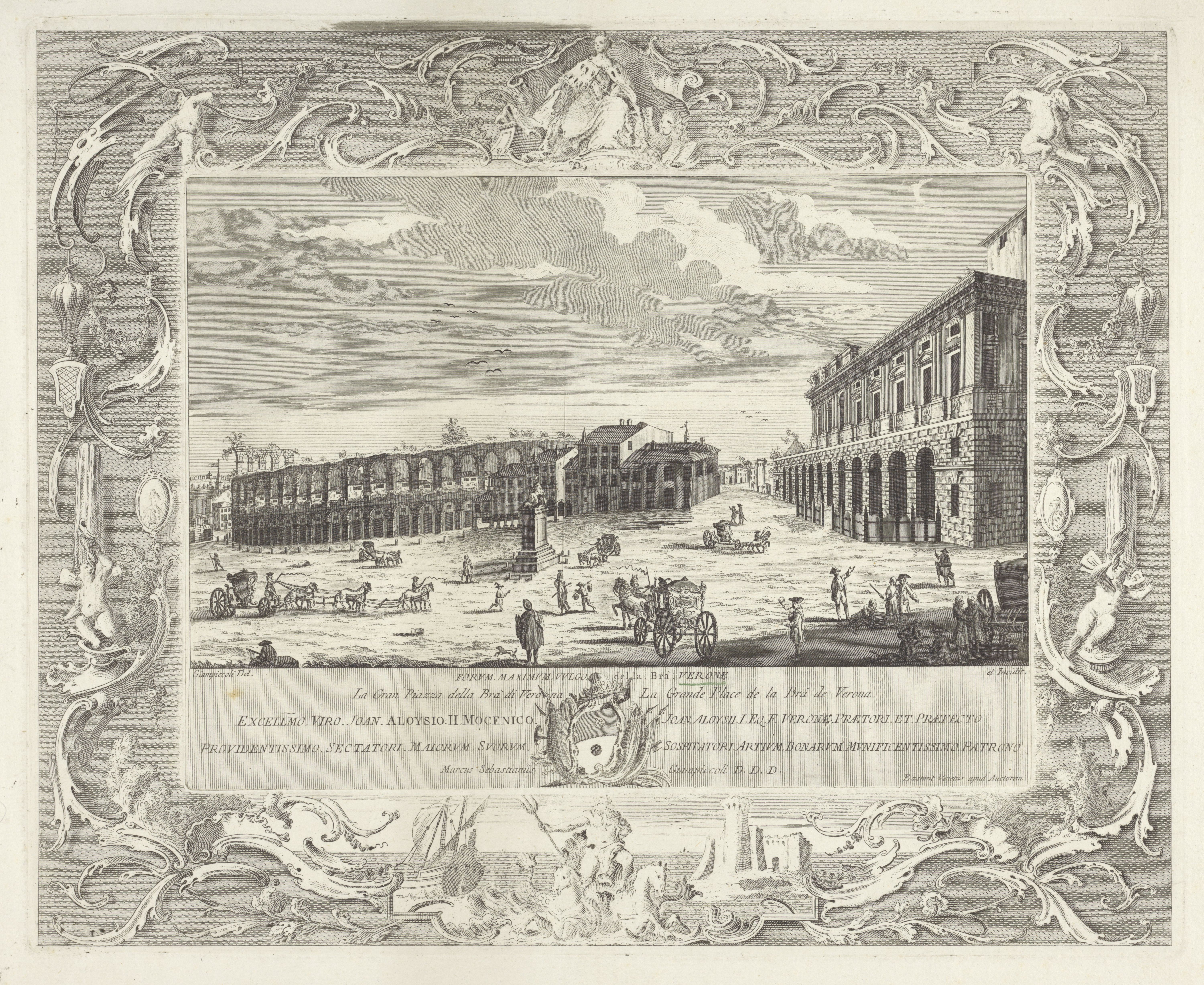
Représentation de la Bra au milieu du XVIIIe siècle, avec au centre le quartier de Sant'Agnese, où sera construit plus tard le palais Barbieri, l'amphithéâtre romain à gauche et la Gran Guardia encore incomplète à droite

Sur le côté oriental de la Bra se trouvait autrefois le quartier de Sant'Agnese avec l'église du même nom et, à côté, une léproserie construite en 1478 qui a survécu pendant quatre siècles. Certaines chroniques racontent qu'en 1515 un citoyen a aidé quelques prostituées du quartier en les admettant dans une maison voisine. De nombreux citoyens l'ont rejoint et ont acheté ensemble une maison et du matériel pour un usage hospitalier. Par la suite, la municipalité a concédé un bâtiment adjacent qui a été officiellement reconnu le 1er mars 1520 comme refuge pour malades et qui a pris le nom d'hôpital de la Santa Casa della Misericordia.
En 1780, une commission a présenté un rapport dans lequel elle proposait de construire un nouvel hôpital au centre de la Bra, car cet endroit était proche des zones les plus densément peuplées de la ville. Le projet a été approuvé et le bâtiment achevé en 1786. De plan trapézoïdal, il comptait seize boutiques au rez-de-chaussée, alors que le premier étage servait d'hôpital et le second de dortoir et de réfectoire pour «les élèves, les délaissés et les mendiants». Il a acquis le nom d'hôpital de la Misericordia Nuova, ce qui a eu pour effet d'adapter la dénomination du bâtiment adjacent à l'église de Sant'Agnese, qui a été renommé en hôpital de la Misericordia Vecchia.

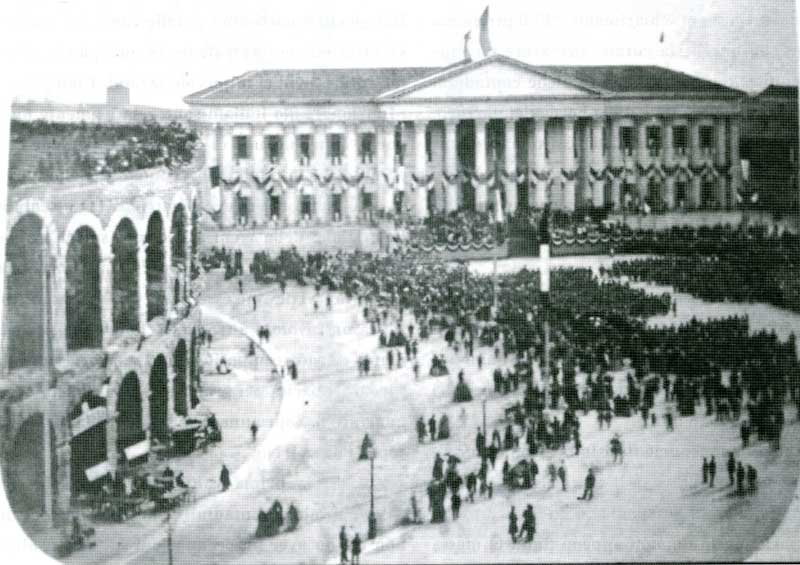
Rassemblement sur la Piazza Bra lors du rattachement de la Vénétie à l'Italie le 22 octobre 1866, avec à gauche les arènes de Vérone et au fond la Gran Guardia Nuova

Par la suite, l'hôpital a été déplacé et les bâtiments démolis en 1819, ce qui coïncidait avec la reprise des travaux de la Gran Guardia. C'est ainsi que s'est posée la question du réaménagement du côté est de la place. En 1827, la construction d'un nouveau bâtiment imposant a été décidée en raison de l'importance que la Bra avait prise pour les Véronais. Sont alors détruits l'hôpital Misericordia Vecchia, l'église et plusieurs bâtiments du quartier de Sant'Agnese donnant sur la place et en 1831, le projet de Giuseppe Barbieri est approuvé. La date exacte de l'achèvement des travaux n'est pas connue, même si elle est certainement postérieure à 1843. Ce palais étant lui aussi conçu pour un usage militaire, il a acquis le nom de Gran Guardia Nuova et a servi dès 1848 de siège au commandement autrichien de la ville et de sa forteresse. Après quelques années d'abandon et quelques travaux de restauration, des bureaux municipaux s'y installent en 1868. Plus tard, vu ce changement d'usage, le bâtiment a changé son nom en Palazzo Barbieri, en hommage à son concepteur.

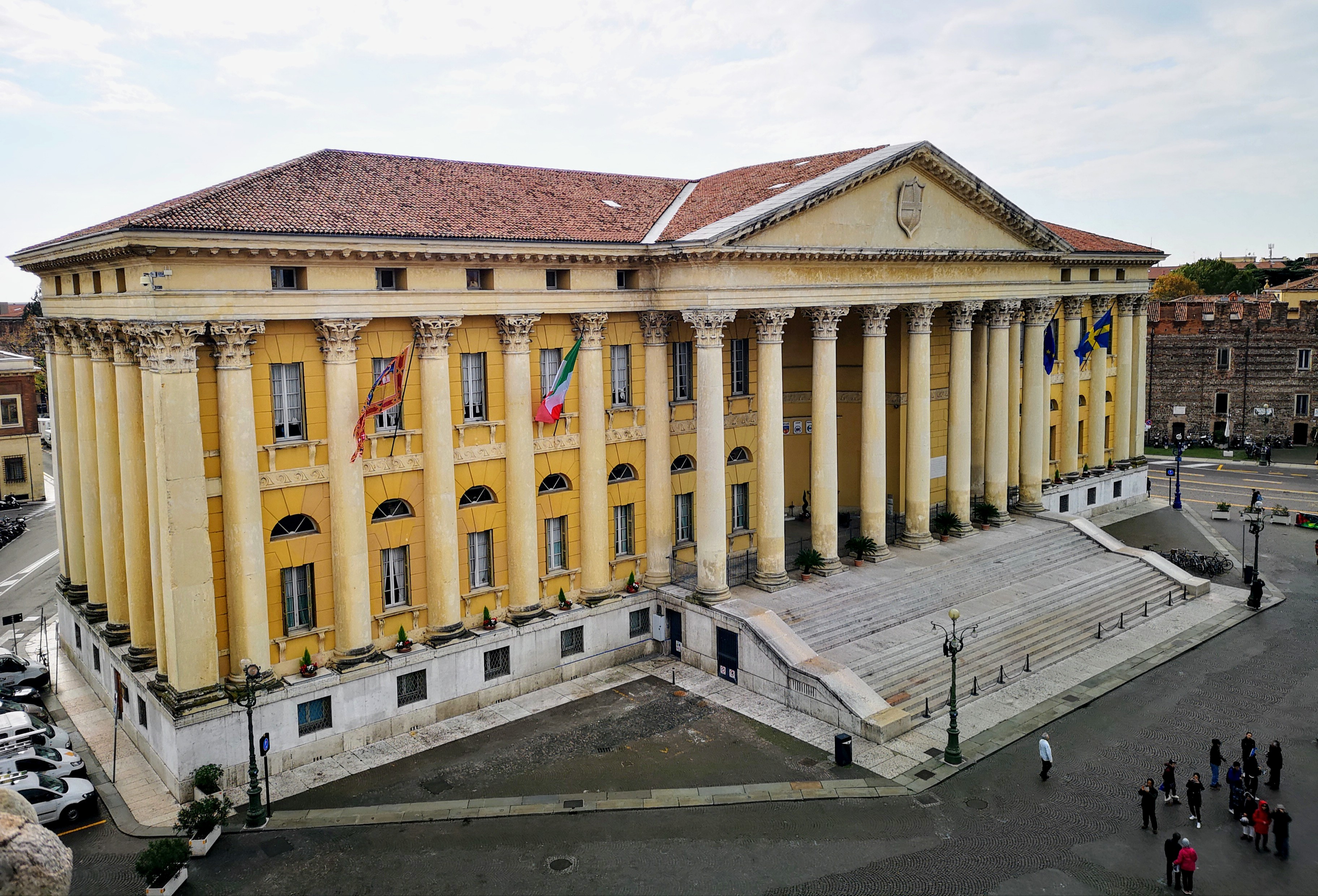
Le Palazzo Barbieri vu depuis les arènes

Le bâtiment a été partiellement détruit par un bombardement allié pendant la Seconde Guerre mondiale le 23 février 1945. Sa reconstruction a été approuvée en février 1947, tandis que la construction ex nihilo de sa partie arrière semi-circulaire a été conçue par les architectes Raffaele Benatti et Guido Troiani. Les travaux ont été définitivement achevés en 1950.

### Statues et plaques

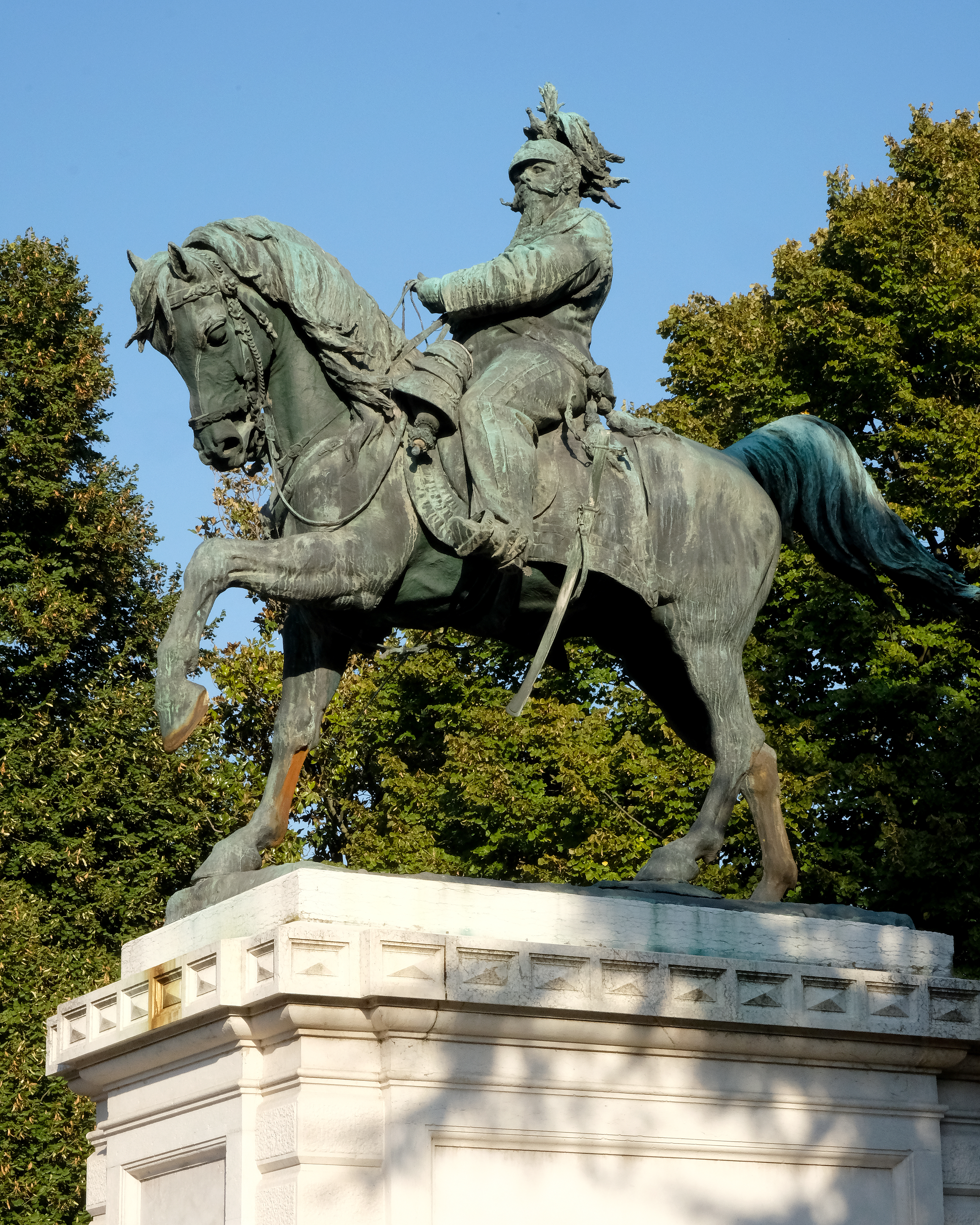
La statue monumentale de Vittorio Emanuele II sur la Piazza Bra

De nombreuses plaques et statues commémoratives ont été inaugurées dans la Bra au fil du temps en raison de la visibilité de cette place. La statue la plus monumentale est certainement celle du roi Vittorio Emanuele II érigée après sa mort. Ce monument équestre a été réalisé par Ambrogio Borghi et inauguré le 9 janvier 1883, même si quelques mois plus tard seulement, le piédestal a du être renforcé car il était incapable de supporter le poids de l’ouvrage en bronze.
Quelques plaques sont apposées sur les murs des bâtiments du Liston : une en souvenir du massacre du 6 octobre 1866, qui rappelle que «Dans cette maison, Carlotta Aschieri, vingt-cinq ans et enceinte, tomba assassinée par les Autrichiens – dernier éclat d'une tyrannie moribonde – le 6 octobre 1866» ; une en mémoire de l'assassinat par balle de Luigi Lenotti, accusé à dix-huit ans de désertion par les Autrichiens ; une autre en souvenir de Giuseppe Garibaldi qui a salué les Véronais depuis le Palazzo Gianfilippo en clamant «Rome ou la mort» ; et une à la mémoire des morts en Libye. Trois plaques sont présentes sur l'hôtel de ville : une en souvenir du plébiscite de 1866 ; une à la mémoire des Véronais tués pendant les guerres d'indépendance entre 1848 et 1866 ; et une dernière en remerciement à l'armée pour l'aide qu'elle a apportée lors de la crue catastrophique de l'Adige en 1882. Enfin, sur les murailles communales situées à côté de la Gran Guardia se trouve un monument en l'honneur des morts du 6e Régiment alpin.

### Routes d'accès

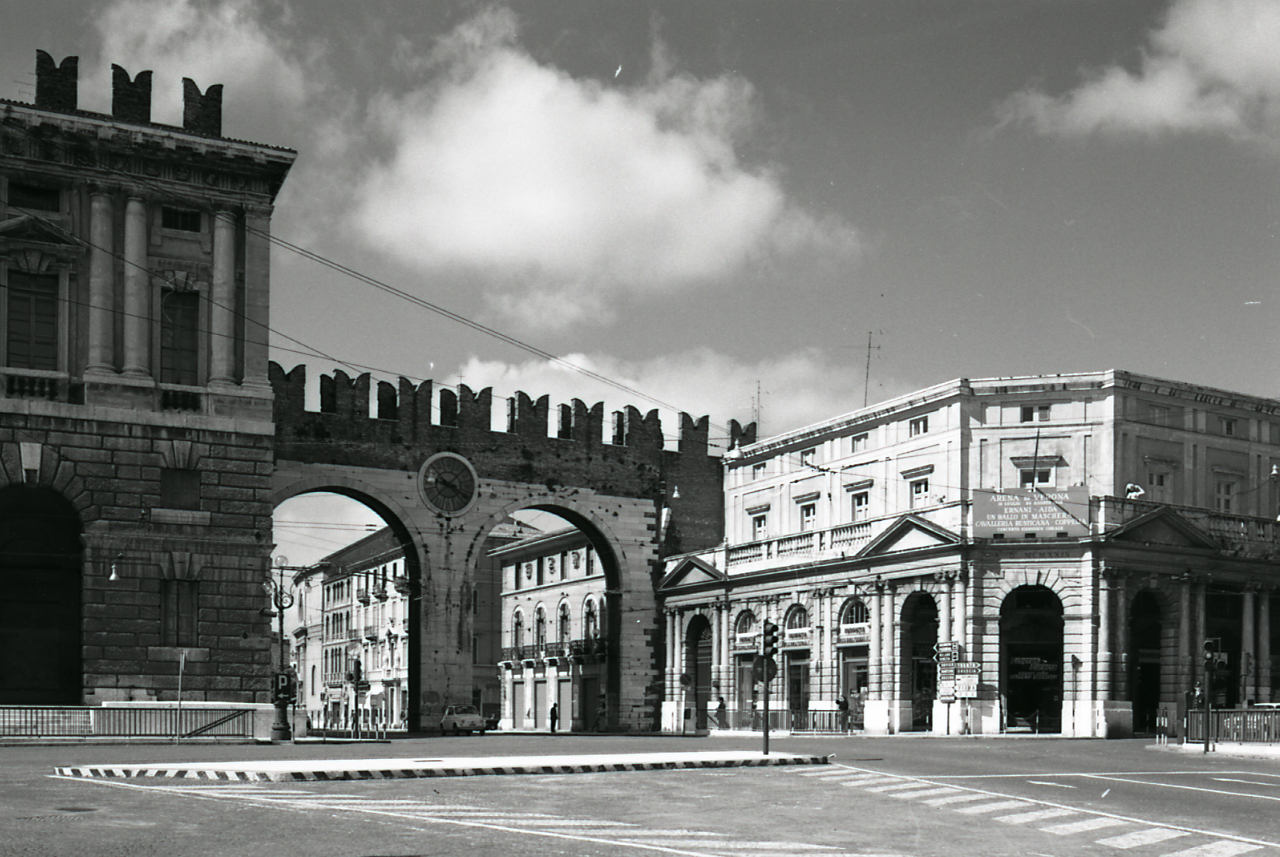
Les Portoni della Bra photographiés par Paolo Monti en 1972, avec à droite le musée lapidaire et à gauche la Gran Guardia

Il est possible d'accéder à la place depuis les quatre points cardinaux via quatre routes d'accès principales : le Corso Porta Nuova depuis le sud, la Via Mazzini depuis le nord, la Via Roma depuis l'ouest et la Via Pallone depuis l'est.
Jusqu'au XVIIIe siècle, la principale route d'accès à la Bra, à savoir la longue avenue qui part de la Porta Nuova de Michele Sammicheli et qui arrive aux Portoni della Bra, n'avait pas sa forme actuelle. Elle avait l'apparence d'une petite rue sinueuse qui serpentait à travers des terrains divers. Ce n'est qu'au XVIIIe siècle que de nouveaux bâtiments ont été construits tout en prenant soin de former une longue perspective. Au XIXe siècle, la route a été nivelée et de grands trottoirs ajoutés des deux côtés. Par la suite, la rue est devenue la principale voie d'accès à la place et à la ville, notamment après la construction de la gare de Vérone-Porta-Nuova.
La Via Mazzini relie pour sa part la Bra au cœur de la ville, puis à la Piazza delle Erbe et à la Piazza dei Signori. La première partie de la rue s'élève sur un decumanus romain, tandis que la deuxième partie a été inaugurée après la démolition de certains bâtiments ordonnée par Gian Galeazzo Visconti. Au Moyen Âge, la rue, appelée Via Nuova, n'était pas pavée et était notamment occupée par de nombreuses remises de magasins. Une partie a été pavée en 1818, mais son aménagement n'a été achevé qu'à la fin du XXe siècle.
Restent la Via Roma, qui mène de la Bra au Castelvecchio, et la Via Pallone, qui part de la place pour rejoindre le Pont Aleardi et le cimetière monumental.

## Publications
- (it) Tullio Lenotti, La Bra, Vérone, Vita veronese, 1954
- (it) Filippo Coarelli et Lanfranco Franzoni, Arena di Verona: venti secoli di storia, Vérone, Ente autonomo Arena di Verona, 1972
- (it) Lionello Puppi, Ritratto di Verona: lineamenti di una storia urbanistica, Vérone, Banca popolare di Verona, 1978
- (it) Pierpaolo Brugnoli, Le strade di Verona, Rome, Newton Compton, 1999
- (it) Giovanni Priante, L'Arena e Verona: 140 anni di storia, Vérone, Athesis, 2007

## Source
- (it) Cet article est partiellement ou en totalité issu de l’article de Wikipédia en italien intitulé « Piazza Bra » (voir la liste des auteurs).